# Wertatscha
Il Wertatscha (2.180 m s.l.m. - in sloveno: Vrtača) è una montagna della catena delle Caravanche. Si trova sul confine tra l'Austria e la Slovenia nella parte occidentale della catena.